# Alubarén
Alubarén es un municipio del departamento de Francisco Morazán en la República de Honduras.

## Toponimia
Su nombre significa: "Junto a las casas de los Papagayos".

## Límites
- Altitud: 342 m s. n. m.
- Latitud: 13° 47' 45" N
- Longitud: 087° 28' 08" O

Situación: pie del Cerro de Yustina en la margen izquierda de un pequeño riachuelo.
| Orientación | Límite                                        |
| ----------- | --------------------------------------------- |
| Norte       | Municipio de Reitoca, Francisco Morazán       |
| Sur         | Municipio de San Miguelito, Francisco Morazán |
| Sur         | Municipio de San José, Choluteca              |
| Este        | Municipio de Reitoca, Francisco Morazán       |
| Oeste       | Municipio de Curarén, Francisco Morazán       |

Su Extensión Territorial es de 46.26 km².

## Historia
Se cree que fue fundado antes de 1686. Esta fecha se ha hecho constar en un rótulo que tiene la custodia que antiguamente perteneció a este pueblo.
En el recuento de población de 1791 ya figuraba como pueblo de curato de Aguanqueterique.
El 13 de marzo de 1843 el pueblo de Alubarén, que pertenecía a Comayagua, queda agregado al Distrito de Nacaome y por consiguiente al departamento de Choluteca.
En 1869, formó parte del Departamento de La Paz.
En 1878 quedó agregado a Tegucigalpa (hoy Francisco Morazán).
En 1889, en la división Política Territorial de 1889, era un municipio del Distrito de Reitoca.
El  92 % de este municipio se identifica como grupo étnico  Lenca.

## Población
Población: 5616 habitantes (2020). El 83 % de la Población  se dedica a la  agricultura, ganadería, sivicultura y la pesca.

## Actividad económica
El 83 % de la Población se dedica a la  agricultura, ganadería,  silvicultura y la pesca.

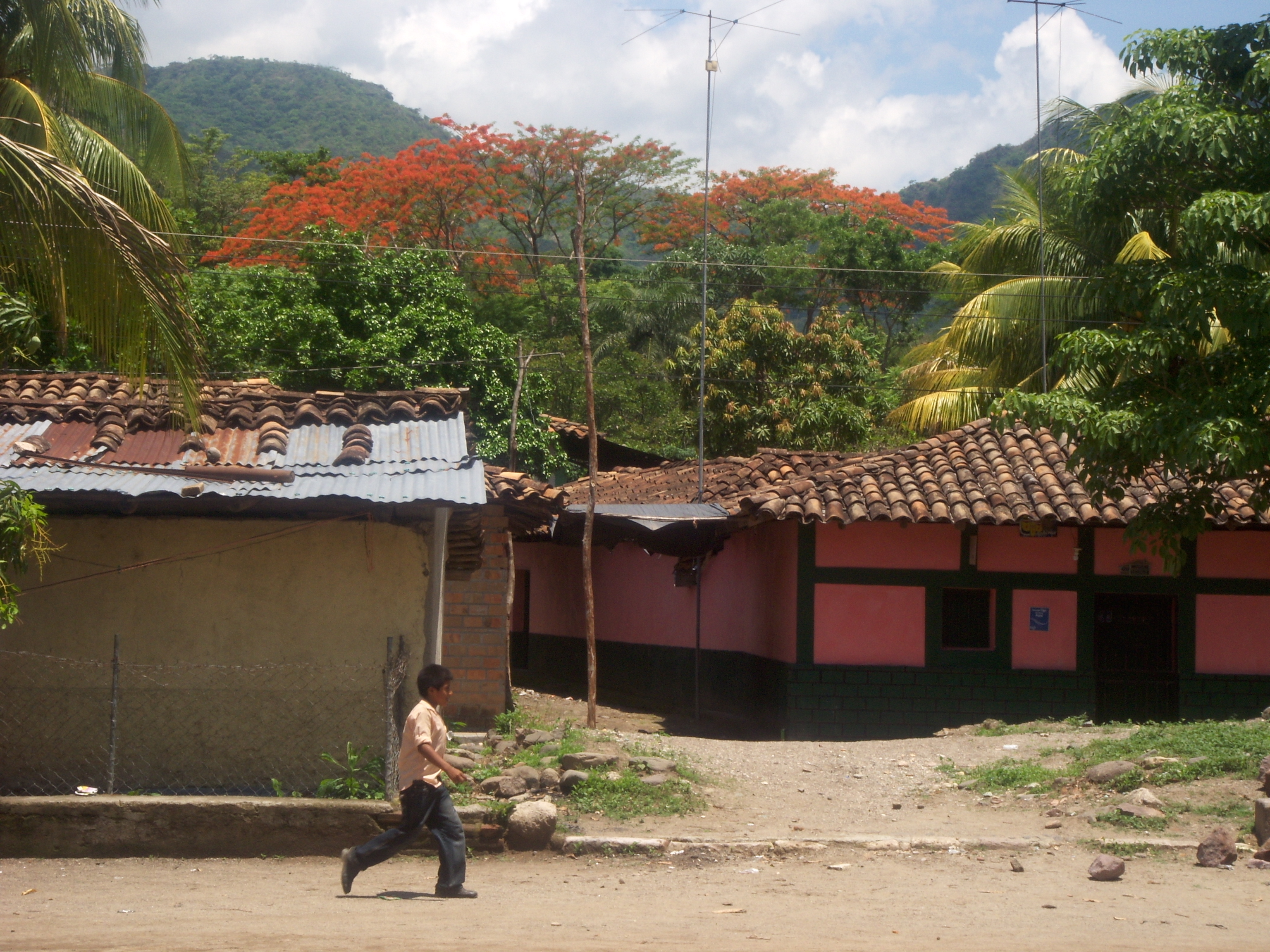
Casas típicas en el municipio de Alubarén.

## Turismo

### Feria Patronal
Su Feria Patronal es del 10 al 12 de agosto, día de San Lorenzo.

## División Política
Aldeas: 4 (2013)
Caseríos: 46 (2013)
| Código | Aldeas        |
| ------ | ------------- |
| 080201 | Alubarén      |
| 080202 | La Concepción |
| 080203 | Los Tablones  |
| 080204 | Río Arriba    |